# Mariene ecoregio Patagonische Plat
De Mariene ecoregio Patagonische Plat (185) (Engels: Patagonian Shelf marine ecoregion) is een biogeografische regio en ligt in het zuidwesten van de Atlantische Oceaan in de Mariene provincie Magelhaen (48) in het Marien rijk Gematigd Zuid-Amerika. De mariene ecoregio is vastgesteld door het World Wide Fund for Nature en The Nature Conservancy en is vernoemd naar het Patagonisch Plat.
In het noorden grenst het gebied aan de mariene ecoregio Noord-Patagonische Golven (184), in het noordoosten aan de mariene ecoregio Uruguay-Buenos Aires Plat (183), in het zuidoosten aan de mariene ecoregio Falklandeilanden (186) en in het zuiden aan de mariene ecoregio Kanalen en Fjorden van Zuidelijk Chili (187).

## Geografie
De mariene ecoregio ligt in het zuidwesten van de Atlantische Oceaan voor een stuk oostkust in het zuidoosten van Argentinië. Het gebied in de Argentijnse Zee strekt zich uit van de Kaap Tres Puntas tot aan de Cabo San Diego van Isla Grande de Tierra del Fuego in Vuurland, exclusief de Straat Magellaan en exclusief de eilandengroep van Stateneiland.
Door het gebied stroomt de Falklandstroom.

## Biogeografie
Het gebied kent zeeleven dat houdt van gematigde temperaturen.